# 碧鸡街道
碧鸡街道是中国云南省昆明市西山区下辖的一个街道，东临滇池。

## 行政区划
碧鸡街道下辖以下地区：
碧鸡社区、观音山社区、西华社区、龙门社区、富善社区、长坡社区、猫猫箐社区、黑荞母社区和赤甲社区。